# Мусрри, Луис
Луис Эдуардо Мусрри Саравия (исп. Luis Eduardo Musrri Saravia; 24 декабря 1969, Мелипилья, Чили) — чилийский футболист, бывший опорный полузащитник известный по выступлениям за клубы «Универсидад де Чили» и сборную Чили. Участник Чемпионата мира 1998 года. Ныне футбольный тренер.

## Клубная карьера
Почти всю свою карьеру Мусрри провёл в «Универсидад де Чили». В чилийской Примере он дебютировал в 1986 году. В составе клуба Луис дважды выиграл Кубок Чили и пять раз стал чемпионом страны. В 2001 году Мусрри недолго выступал за китайский «Юньнань Хунта», а затем вновь вернулся в «Универсидад де Чили», где и завершил карьеру в 2004 году.

## Международная карьера
В 1991 году Мусрри дебютировал за сборную Чили. В 1993 году он принял участие розыгрыше Кубка Америки.
В 1998 году Луис попал в заявку сборной на участие в Чемпионате мира во Франции. На турнире он принял участие в матчах против команд Бразилии.

## Достижения
«Универсидад де Чили»
- Чемпион Чили (5): 1994, 1995, 1999, 2000, Ап. 2004
- Обладатель Кубка Чили (2): 1998, 2000